# Эйрдри (Альберта)
Эйрдри — город в провинции Альберта, Канада. Это второй по величине город в городской агломерации Калгари с населением 61 581 человек. В период с переписи 2011 года до переписи 2016 года его население росло рекордными темпами и увеличилось на 42,3 %. Перепись 2011 года показала, что население составляет 42 564 человека. Однако за тот же период площадь муниципалитета увеличилась более чем вдвое. Муниципалитет имеет статус города (англ. City).
Эйрдри был основан в 1889 году железнодорожной компанией Калгари и Эдмонтона.

## Известные жители города
- Дарси Кэмпбелл (* 1984), канадский хоккеист
- Зак Бойчук (* 1989), канадский хоккеист
- Аарон Делл (* 1989), канадский хоккейный вратарь